# Supercoppa Sudamericana 1997
La Supercoppa Sudamericana 1997 è stata la decima e ultima edizione del torneo. Alla manifestazione parteciparono 17 squadre, e il vincitore fu il River Plate. A questa Supercoppa non prese parte l'Argentinos Juniors, che era terminato all'ultimo posto nella prima fase dell'anno precedente ed era inoltre retrocesso in Primera B Nacional. Fu ammesso il Vasco da Gama, vincitore della Coppa dei Campioni del Sudamerica del 1948.

## Formula
Per la sua ultima edizione, la Supercoppa cambiò formula: al posto degli ottavi di finale, fu creata una fase preliminare composta da un girone comprendente tre squadre; le prime due si classificavano alla fase seguente, che era composta da quattro gruppi da quattro squadre ciascuno, che qualificavano alle semifinali i primi classificati.

## Partecipanti
| Nazione   | Squadra           |
| --------- | ----------------- |
| Argentina | Boca Juniors      |
| Argentina | Estudiantes (LP)  |
| Argentina | Independiente     |
| Argentina | Racing Club       |
| Argentina | River Plate       |
| Argentina | Vélez Sarsfield   |
| Brasile   | Cruzeiro          |
| Brasile   | Flamengo          |
| Brasile   | Grêmio            |
| Brasile   | San Paolo         |
| Brasile   | Santos            |
| Brasile   | Vasco da Gama     |
| Cile      | Colo-Colo         |
| Colombia  | Atlético Nacional |
| Paraguay  | Olimpia           |
| Uruguay   | Nacional          |
| Uruguay   | Peñarol           |

## Incontri

### Fase preliminare

#### Risultati
| Montevideo 15 giugno 1997                                                         | Peñarol   | 2 – 2                  | Nacional | Centenario |
| \| \| \| \| \| De Lima J. De los Santos \| Marcatori \| S. Fernández Rodríguez \| |           |                        |          |            |
|                                                                                   |           |                        |          |            |
| De Lima J. De los Santos                                                          | Marcatori | S. Fernández Rodríguez |          |            |

| Arbitro: | Benegas |

|                                                               |           |              |
| Juninho Pernambucano 17’ Aguirregaray 29’ (aut.) Pimentel 52’ | Marcatori | 11’ De Souza |

| Arbitro: | Ruscio |

|           |           |  |
| Ramon 89’ | Marcatori |  |

| Montevideo 6 luglio 1997                                                  | Nacional  | 1 – 2                         | Peñarol | Centenario |
| \| \| \| \| \| Rodríguez \| Marcatori \| Aguirregaray G. De los Santos \| |           |                               |         |            |
|                                                                           |           |                               |         |            |
| Rodríguez                                                                 | Marcatori | Aguirregaray G. De los Santos |         |            |

| Arbitro: | Troxler |

|              |           |             |
| De Souza 44’ | Marcatori | 59’ Acássio |

| Arbitro: | Robles |

|                         |           |  |
| González 23’ 88’ (rig.) | Marcatori |  |

#### Classifica
| Pos. | Squadra       | Pt | G | V | N | P | GF | GS | DR |
| ---- | ------------- | -- | - | - | - | - | -- | -- | -- |
| 1    | Vasco da Gama | 7  | 4 | 2 | 1 | 1 | 5  | 4  | +1 |
| 2    | Peñarol       | 5  | 4 | 1 | 2 | 1 | 6  | 7  | -1 |
| 3    | Nacional      | 4  | 4 | 1 | 1 | 2 | 5  | 5  | 0  |

### Prima fase

#### Girone 1

##### Risultati
| Arbitro: | Tejada |

|                                              |           |                           |
| Zambrano 34’ Sierra 47’ Basay 80’ 90’ (rig.) | Marcatori | 7’ Marcelo Ramos 18’ Tico |

| Arbitro: | Elizondo |

|                   |           |           |
| Solano 72’ (rig.) | Marcatori | 89’ Álvez |

| Arbitro: | Paneso |

|                      |           |  |
| Basay 55’ Espina 75’ | Marcatori |  |

| Arbitro: | Aquino |

|              |           |  |
| Bermúdez 28’ | Marcatori |  |

| Arbitro: | Bello |

|                      |           |               |
| Espina 38’ Basay 74’ | Marcatori | 39’ Hernández |

| Arbitro: | Da Rosa |

|                                       |           |              |
| Marcelo Ramos 21’ Donizete Amorim 23’ | Marcatori | 72’ Guerrero |

| Arbitro: | Nieves |

|                                      |           |  |
| Donizete Amorim 8’ Marcelo Ramos 63’ | Marcatori |  |

| Arbitro: | Elizondo |

|                     |           |             |
| Turdó 80’ Gómez 85’ | Marcatori | 15’ Latorre |

| Arbitro: | Troxler |

|                         |           |                     |
| Fernández 16’ Turdó 40’ | Marcatori | 53’ Basay 84’ Neira |

| Arbitro: | González |

|                                     |           |               |
| Gélson Baresi 39’ Marcelo Ramos 74’ | Marcatori | 87’ La Paglia |

| Arbitro: | Da Rosa |

|                              |           |                |
| Palermo 75’ Arruabarrena 85’ | Marcatori | 17’, 23’ Basay |

| Arbitro: | Ortubé |

|             |           |          |
| Reggi Rojas | Marcatori | Geovanni |

##### Classifica
| Pos. | Squadra       | Pt | G | V | N | P | GF | GS | DR |
| ---- | ------------- | -- | - | - | - | - | -- | -- | -- |
| 1    | Colo-Colo     | 11 | 6 | 3 | 2 | 1 | 12 | 9  | +3 |
| 2    | Cruzeiro      | 9  | 6 | 3 | 0 | 3 | 9  | 10 | -1 |
| 3    | Independiente | 8  | 6 | 2 | 2 | 2 | 9  | 9  | 0  |
| 4    | Boca Juniors  | 5  | 6 | 1 | 2 | 3 | 7  | 9  | -2 |

#### Girone 2

##### Risultati
| Arbitro: | Marinho dos Santos |

|                                              |           |                         |
| Fábio Baiano 51’ Renato Gaúcho 65’ Sávio 70’ | Marcatori | 53’ Denílson 84’ França |

| Arbitro: | Pereira da Silva |

|            |           |  |
| Torres 44’ | Marcatori |  |

| Arbitro: | Dluzniewski |

|  |           |           |
|  | Marcatori | 79’ Lúcio |

| Arbitro: | Gamboa |

|                                                                       |           |             |
| Marcelinho Paraíba 24’ Compagnucci 29’ (aut.) Dodô 37’ 77’ França 84’ | Marcatori | 86’ Batalla |

| Asunción 23 settembre 1997 | Olimpia | 0 – 0 referto | São Paulo | Defensores del Chaco\| Arbitro: \| Ruiz \| |
| Arbitro:                   | Ruiz    |               |           |                                            |

| Arbitro: | González |

|  |           |                      |
|  | Marcatori | 89’ (rig.) Chilavert |

| Arbitro: | Gamboa |

|           |           |            |
| Posse 41’ | Marcatori | 16’ Monzón |

| Arbitro: | Pereira da Silva |

|                 |           |  |
| Aristizábal 84’ | Marcatori |  |

| Arbitro: | Paneso |

|                              |           |                             |
| Gilberto 11’ Juan 42’ Lê 54’ | Marcatori | 35’, 84’ Monzón 90’ Esteche |

| Arbitro: | Nieves |

|                                     |           |                                               |
| Posse 137’ Chilavert 58’ Husaín 71’ | Marcatori | 4’ Aristizábal 16’ (aut.) Pellegrino 43’ Dodô |

| Arbitro: | Méndez |

|  |           |                            |
|  | Marcatori | 41’, 81’, 89’ (rig.) Sávio |

| Arbitro: | Tejada |

|                                                                     |           |              |
| Caballero 13’ (aut.) Zelaya 35’ (aut.) Edmílson 36’ Aristizábal 41’ | Marcatori | 59’ González |

##### Classifica
| Pos. | Squadra         | Pt | G | V | N | P | GF | GS | DR |
| ---- | --------------- | -- | - | - | - | - | -- | -- | -- |
| 1    | San Paolo       | 11 | 6 | 3 | 2 | 1 | 15 | 8  | +7 |
| 2    | Flamengo        | 10 | 6 | 3 | 1 | 2 | 10 | 7  | +3 |
| 3    | Olimpia         | 6  | 6 | 1 | 3 | 2 | 6  | 9  | -3 |
| 4    | Vélez Sarsfield | 5  | 6 | 1 | 2 | 3 | 6  | 13 | -7 |

#### Girone 3

##### Risultati
| Arbitro: | Ruscio |

|                                       |           |                             |
| Berti 11’ Medina Bello 67’ Solari 74’ | Marcatori | 54’ Facciuto 62’ Vilallonga |

| Arbitro: | Mourão |

|                           |           |                    |
| Evair 33’ Jean 74’ (aut.) | Marcatori | 89’ Marcelo Passos |

| Arbitro: | Arana |

|             |           |                |
| Edmundo 46’ | Marcatori | 34’ Vilallonga |

| Arbitro: | González |

|                                      |           |                     |
| Escudero 44’ Rambert 67’ Berizzo 75’ | Marcatori | 12’ Caio 22’ Müller |

| Arbitro: | Sanabria |

|                                                               |           |             |
| Salas 16’ Rambert 26’ Monserrat 40’ Díaz 65’ Medina Bello 68’ | Marcatori | 46’ Edmundo |

| Arbitro: | Nieves |

|                            |           |                        |
| Vilallonga 52’ Centeno 90’ | Marcatori | 72’ Báez 88’ Arinélson |

| Arbitro: | Castrilli |

|                               |           |                                   |
| Úbeda 41’ (rig.) Facciuto 80’ | Marcatori | 62’ Berti 70’ Astrada 74’ Berizzo |

| Arbitro: | Mendonça |

|          |           |                            |
| Báez 52’ | Marcatori | 42’ Odvan 75’ Luiz Cláudio |

| Arbitro: | Dluzniewski |

|                               |           |                                     |
| García 51’ Delgado 66’ (rig.) | Marcatori | 41’ Ramón 58’ Nasa 87’ Luiz Cláudio |

| Arbitro: | Sánchez |

|                      |           |              |
| Élder 24’ Macedo 44’ | Marcatori | 41’ Borrelli |

| Arbitro: | González |

|                                           |           |                          |
| Macedo 22’ Sandro 71’ Marcos Assunção 73’ | Marcatori | 55’ Facciuto 74’ Delgado |

| Arbitro: | Gamboa |

|  |           |                        |
|  | Marcatori | 50’ Salas 60’ Gallardo |

* Partita interrotta al 70º minuto dopo che un guardalinee viene colpito da una pietra lanciata dai tifosi del Vasco.

##### Classifica
| Pos. | Squadra       | Pt | G | V | N | P | GF | GS | DR |
| ---- | ------------- | -- | - | - | - | - | -- | -- | -- |
| 1    | River Plate   | 15 | 6 | 5 | 0 | 1 | 17 | 9  | +8 |
| 2    | Vasco da Gama | 10 | 6 | 3 | 1 | 2 | 9  | 12 | -3 |
| 3    | Santos        | 7  | 6 | 2 | 1 | 3 | 11 | 12 | -1 |
| 4    | Racing Club   | 2  | 6 | 0 | 2 | 4 | 11 | 15 | -4 |

#### Girone 4

##### Risultati
| Arbitro: | Aros |

|           |           |  |
| Fúriga 1’ | Marcatori |  |

| Arbitro: | Castrilli |

|               |           |              |
| Guilherme 51’ | Marcatori | 17’ Aguilera |

| Arbitro: | Ortubé |

|                                       |           |            |
| Pacheco 54’ De Souza 78’ Adinolfi 86’ | Marcatori | 85’ Castro |

| La Plata 3 settembre 1997 | Estudiantes | 0 – 0 referto | Grêmio | Ciudad de La Plata\| Arbitro: \| Troxler \| |
| Arbitro:                  | Troxler     |               |        |                                             |

| Arbitro: | Simon |

|                         |           |                         |
| De Souza 1’ Rotundo 11’ | Marcatori | 48’ Fúriga 70’ Carranza |

| Arbitro: | Sequeira |

|              |           |                      |
| Beto 45’ 79’ | Marcatori | 27’ Perea 41’ Castro |

| Arbitro: | Arana |

|                        |           |  |
| Comas 81’ Morantes 89’ | Marcatori |  |

| Arbitro: | Benegas |

|                                        |           |                        |
| Zalayeta 42’ Aguilera 64’ Adinolfi 89’ | Marcatori | 20’ Zé Alcino 79’ Éder |

| Arbitro: | Moreno |

|            |           |  |
| Castro 84’ | Marcatori |  |

| Arbitro: | Ortubé |

|                            |           |                      |
| Guilherme 30’ 59’ Beto 75’ | Marcatori | 80’ Fúriga 89’ Rojas |

| Arbitro: | Guevara |

|                                |           |          |
| Perea 58’ Osorio 85’ Comas 87’ | Marcatori | 30’ Arce |

| Arbitro: | Robles |

|                                          |           |             |
| Fúriga 15’ Scaloni 29’ Olveira ?’ (aut.) | Marcatori | 71’ De Lima |

##### Classifica
| Pos. | Squadra           | Pt | G | V | N | P | GF | GS | DR |
| ---- | ----------------- | -- | - | - | - | - | -- | -- | -- |
| 1    | Atlético Nacional | 10 | 6 | 3 | 2 | 1 | 9  | 7  | +2 |
| 2    | Peñarol           | 8  | 6 | 2 | 2 | 2 | 10 | 10 | 0  |
| 3    | Estudiantes (LP)  | 8  | 6 | 2 | 2 | 2 | 8  | 8  | 0  |
| 4    | Grêmio            | 6  | 6 | 1 | 3 | 2 | 9  | 11 | -2 |

### Semifinali

#### Andata
| Arbitro: | Aquino |

|              |           |  |
| Salas 3’ 28’ | Marcatori |  |

| Arbitro: | Nieves |

|                                             |           |           |
| Fabiano 10’ Aristizábal 54’ Dodô 64’ (rig.) | Marcatori | 88’ Basay |

#### Ritorno
| Arbitro: | Arana |

|                      |           |              |
| Osorio 13’ Comas 80’ | Marcatori | 58’ Gallardo |

| Arbitro: | Moreno |

|  |           |          |
|  | Marcatori | 89’ Dodô |

### Finale

#### Andata
| Arbitro: | Sánchez |

| |            | |
| · Rogério Ceni P · Zé Carlos D · Edmílson D · 61’ Álvaro D · 61’ Reinaldo C · Serginho D · Alexandre C · Sidney C · Fabiano C · Marcelinho C · 85’ França A · 85’ Fábio Mello C · Dodô A | Formazioni | · P Burgos · D Díaz · D Ayala · D Berizzo · D Sorín 55’ · C Escudero 55’ · C Astrada 82’ · C Gancedo 82’ · C Monserrat · C Gallardo · C Berti 48’ · A Salas · A Francescoli 62’ · C Placente 82’ |
| Pereyra | Allenatori | Díaz |

#### Ritorno
| Arbitro: | Aquino |

| |            | |
| Salas 46’ 58’ | Marcatori  | 53’ Dodô |
| · 50’ Burgos P · 33’ Díaz D · 64’ Ayala D · Berizzo D · 82’ Sorín D · 82’ Escudero C · 75’ Astrada C · Monserrat C · 85’ Gallardo C · 85’ Solari C · Placente C · Salas A · 22’ 77’ Francescoli A · 77’ Gancedo C | Formazioni | · P Roger · D Zé Carlos · D Edmílson 90’ · D Álvaro · D Serginho · C Alexandre 21’ · C Fábio Mello 21’ · C Sidney 6’ · C Fabiano 70’ · D Cláudio 70’ · C Marcelinho 30’ · A Aristizábal 61’ · C Reinaldo 61’ · A Dodô |
| Díaz | Allenatori | Pereyra |